# ローゼンカヴァリエ (小惑星)
ローゼンカヴァリエ (5039 Rosenkavalier) は小惑星帯に位置する小惑星。ドイツの天文学者フライムート・ベルンゲンがタウテンブルクのカール・シュヴァルツシルト天文台で発見した。
リヒャルト・シュトラウスの作曲したオペラ『ばらの騎士』の原題から命名された。